# Вовк-Кригер Оксана Романівна
Окса́на Рома́нівна Во́вк-Кри́гер (нар. 21 вересня 1982, м. Київ) — українська та данська шахістка. Міжнародний майстер.

## Життєпис
Народилася 21 вересня 1982 року в місті Києві. До 1996 року виступала за Федерацію шахів України, відтоді — за Федерацію шахів Данії. У листопаді 2002 року отримала звання міжнародного майстра серед жінок. В складі жіночої збірної Данії брала участь у шести шахових Олімпіадах (2000, 2002, 2004, 2006, 2010 і 2012 роки). У 2000, 2006, 2010 і 2012 роках грала у вищому дивізіоні Данії.
Виступала за «Næstved Skakklub» в «Skakligaen» у сезоні 2008/2009, після чого перейшла до копенгагенського «Brønshøj Skakforening», де грала в «Skakligaen» у сезонах 2009/2010 та 2011/2012. У Німеччині грала в клубні шахи з сезону 2006/2007 до сезону 2013/2014, спочатку в асоціаційній лізі «Niederrhein» за дуйсбурзький клуб «ESV Grossenbaum», потім з сезону 2009/2010 за жіночу команду «SV Mülheim-Nord», з того часу грала першій жіночій шаховій лізі.
Граючи за Північну Рейн-Вестфалію, вона виграла командний чемпіонат Німеччини серед жіночих асоціацій у 2008 та 2010 роках в Браунфельсі.